# 切恩道4号

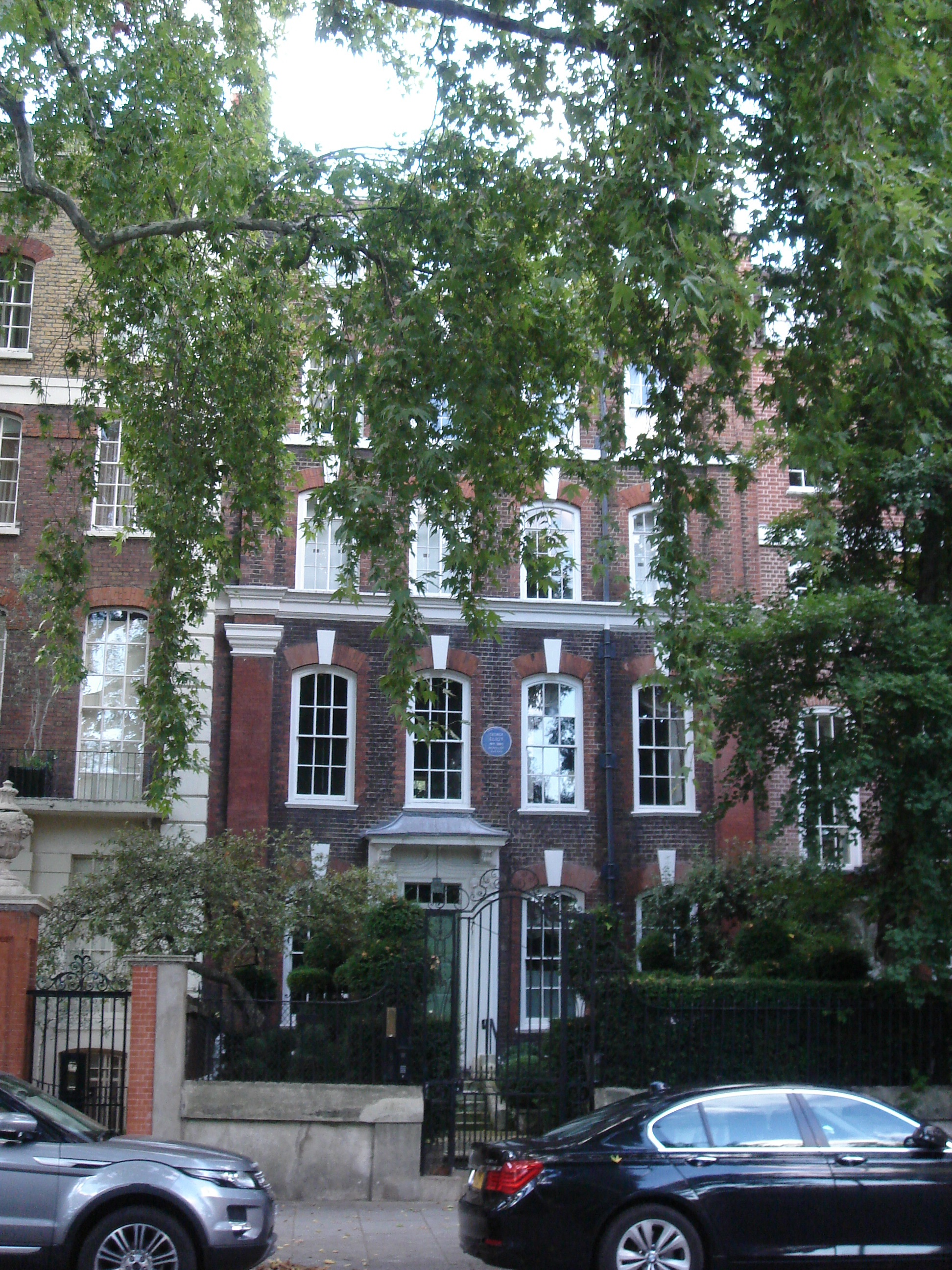
切恩道4号

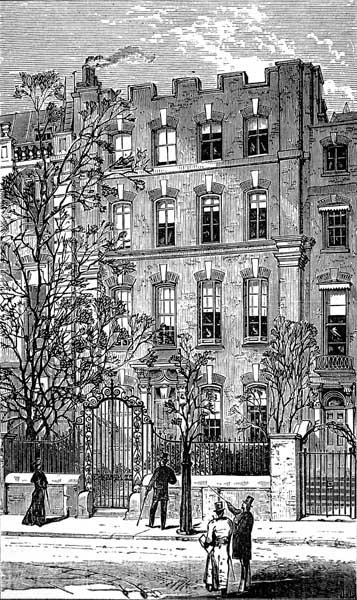
切恩道4号，1881年

切恩道4号（4 Cheyne Walk）是英国伦敦的一座二级保护建筑，位于切尔西的切恩道，建于1718年，是一座安妮女王风格建筑。此处悬挂了蓝色牌匾，因为小说家乔治·艾略特去世前曾在此居住。2015年，前任纽约市长迈克尔·布隆伯格买下了这座住宅。

## 历史
它很可能是为它的第一个业主，威廉·莫里森设计建造。
根据沃尔特·戈弗雷的1909年伦敦调查，切恩道4号比同时建造的切恩道1-3号更为讲究，造价更高。它建于1718年，这个年份刻在雨水管上。其红砖立面与1718年时几乎未变，只是增加了第三层，房子内部也进行了一些修改。

## 名人
1851年，管风琴家、作曲家和教师约翰·戈斯爵士（Sir John Goss）与他的妻子、五个孩子、妻妹和两个仆人住在这里。
随后的住户是苏格兰艺术家和教育家威廉·戴斯（William Dyce，1806–1864年）和爱尔兰艺术家丹尼尔·麦克利斯（Daniel Maclise，1806–1870年），他是查尔斯·狄更斯的朋友。
伦敦古物学会会长、大英博物馆奖章保管人、皇家亚洲学会秘书、皇家钱币学学会会长威廉·桑迪·赖特·沃克斯（1818–1885年）一直在此居住，直到1880年。
1880年春天，小说家乔治·艾略特和她的新丈夫约翰·克罗斯（John Cross）一起租了这所房子，委托曼彻斯特的阿米蒂奇先生重新装修，直到12月3日才搬了进来，并于1880年12月22日在此去世。虽然她在这里只住过19天，仍然被视为她的伦敦故居，现在此处为她悬挂蓝色牌匾。
1909年，欧内斯特·路易斯·梅内茨扎根住在这里，他是伦敦郡议会的长期成员。

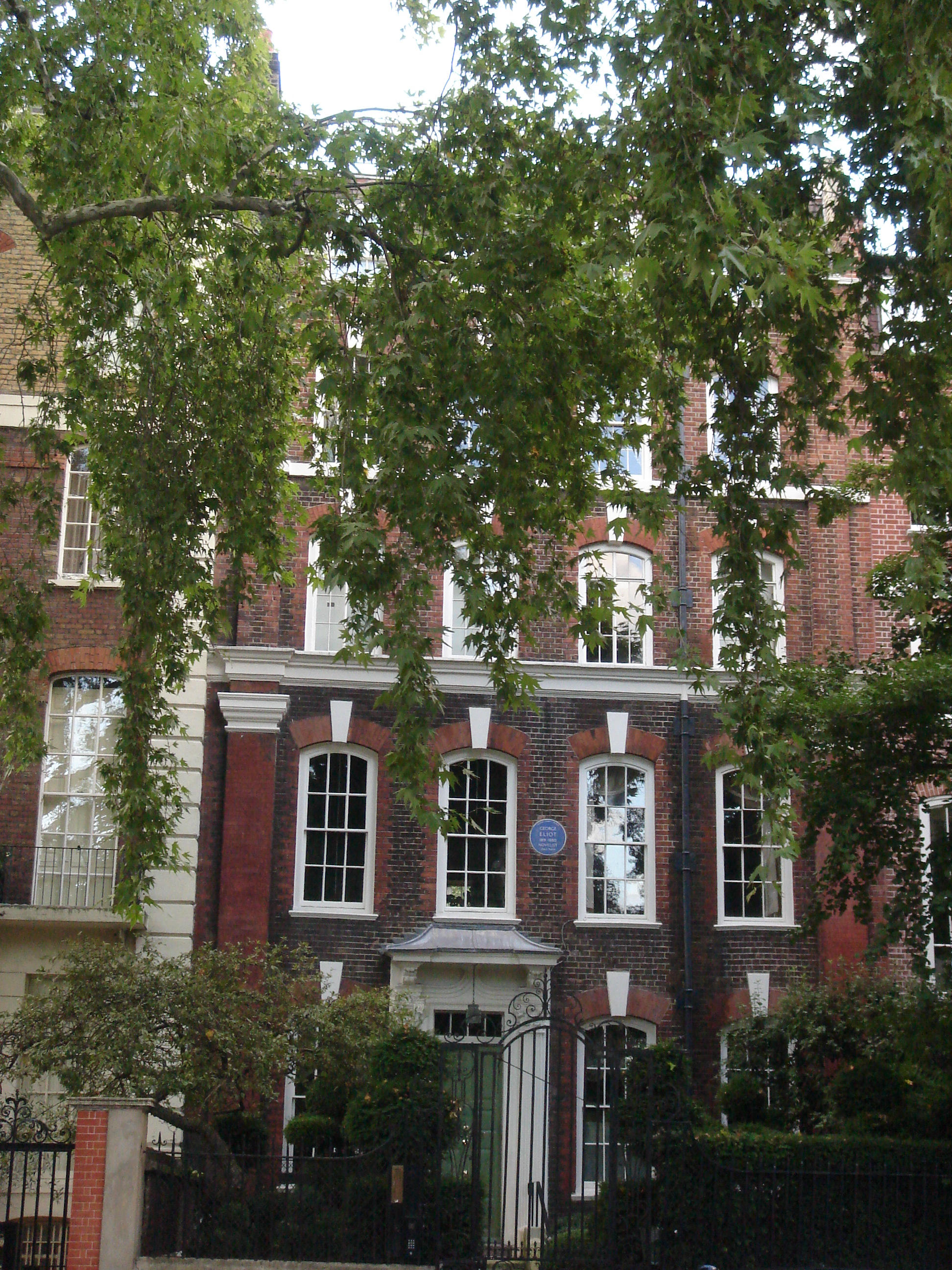
切恩道4号
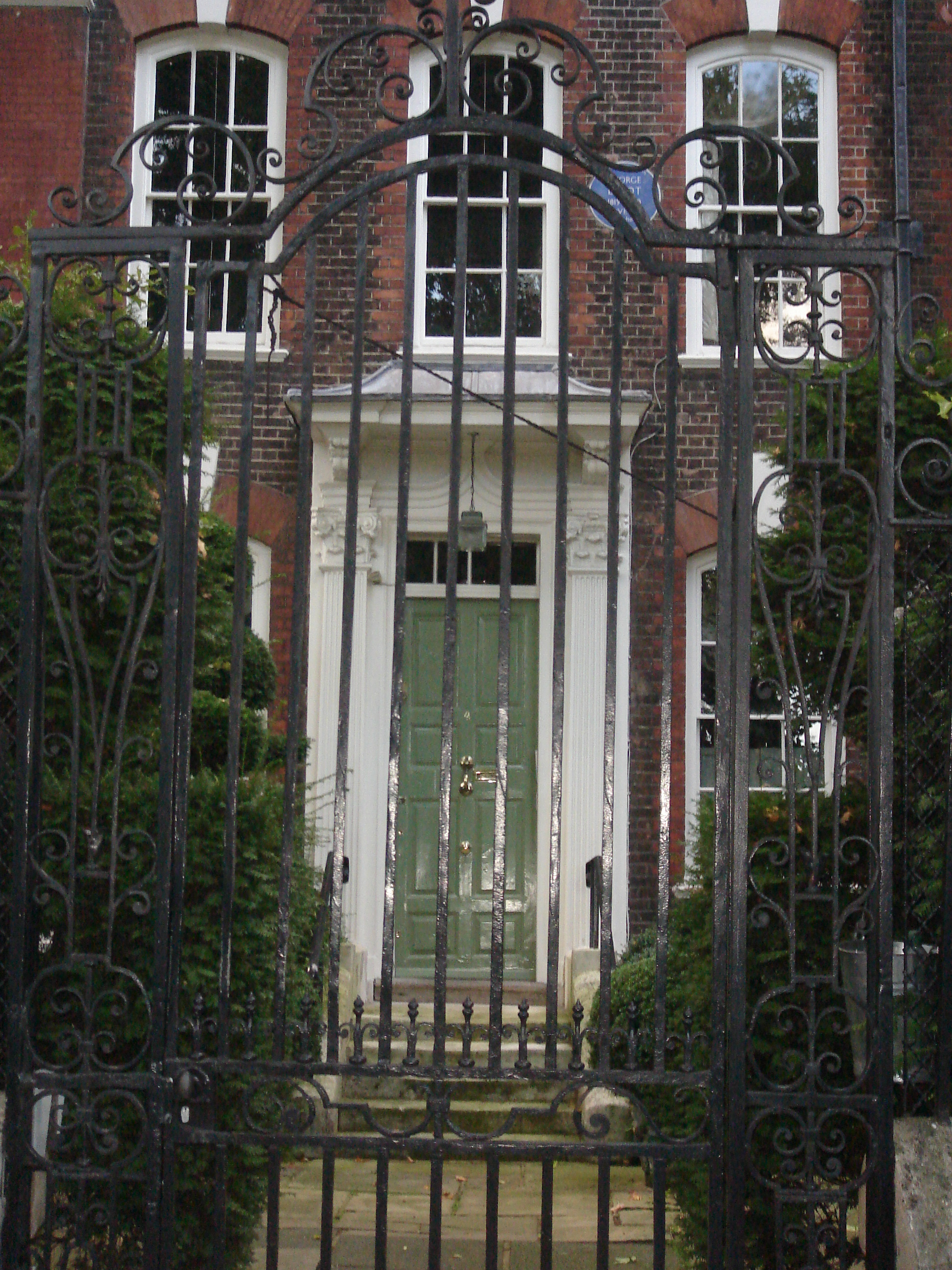
切恩道4号
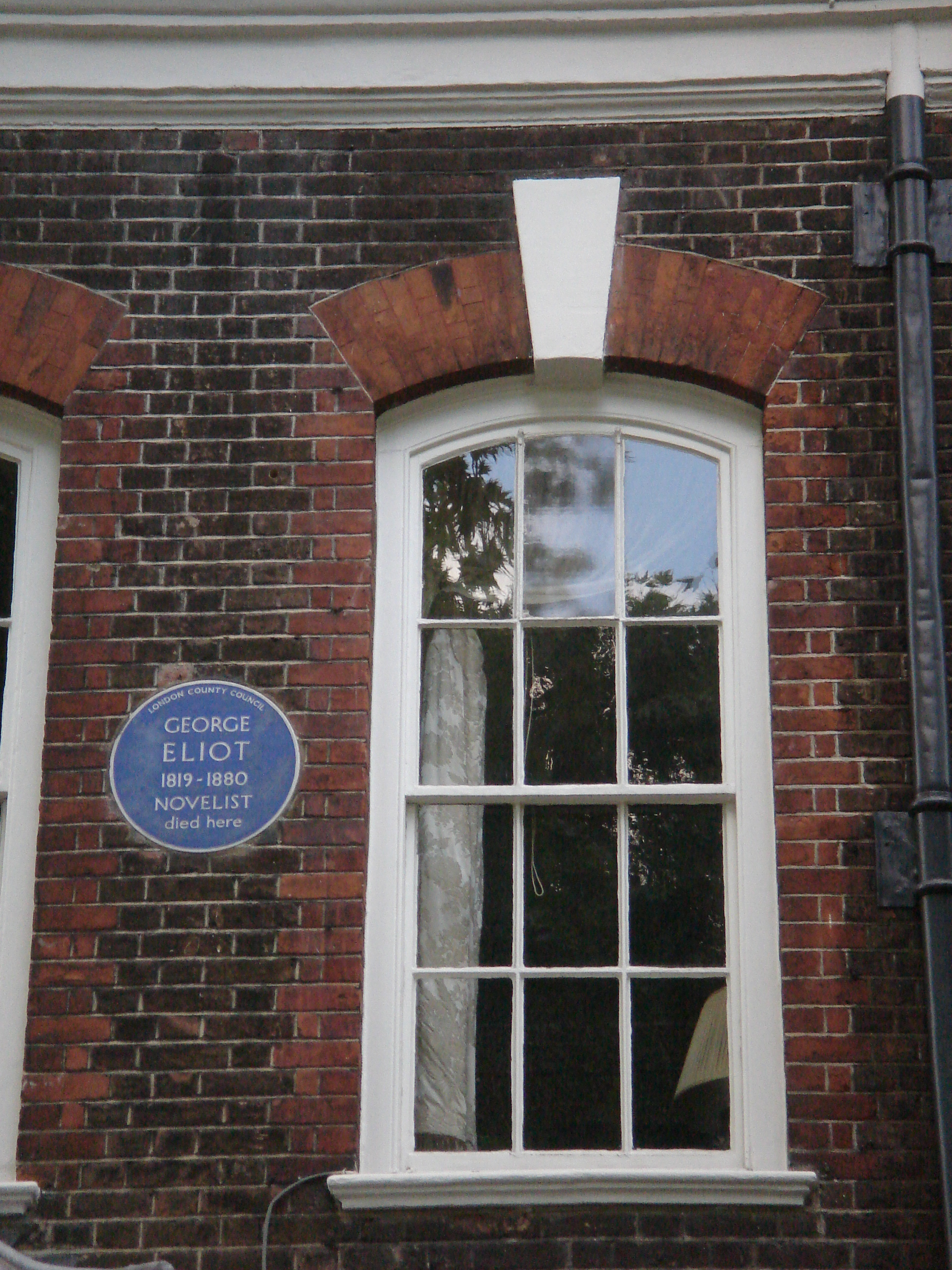
切恩道4号
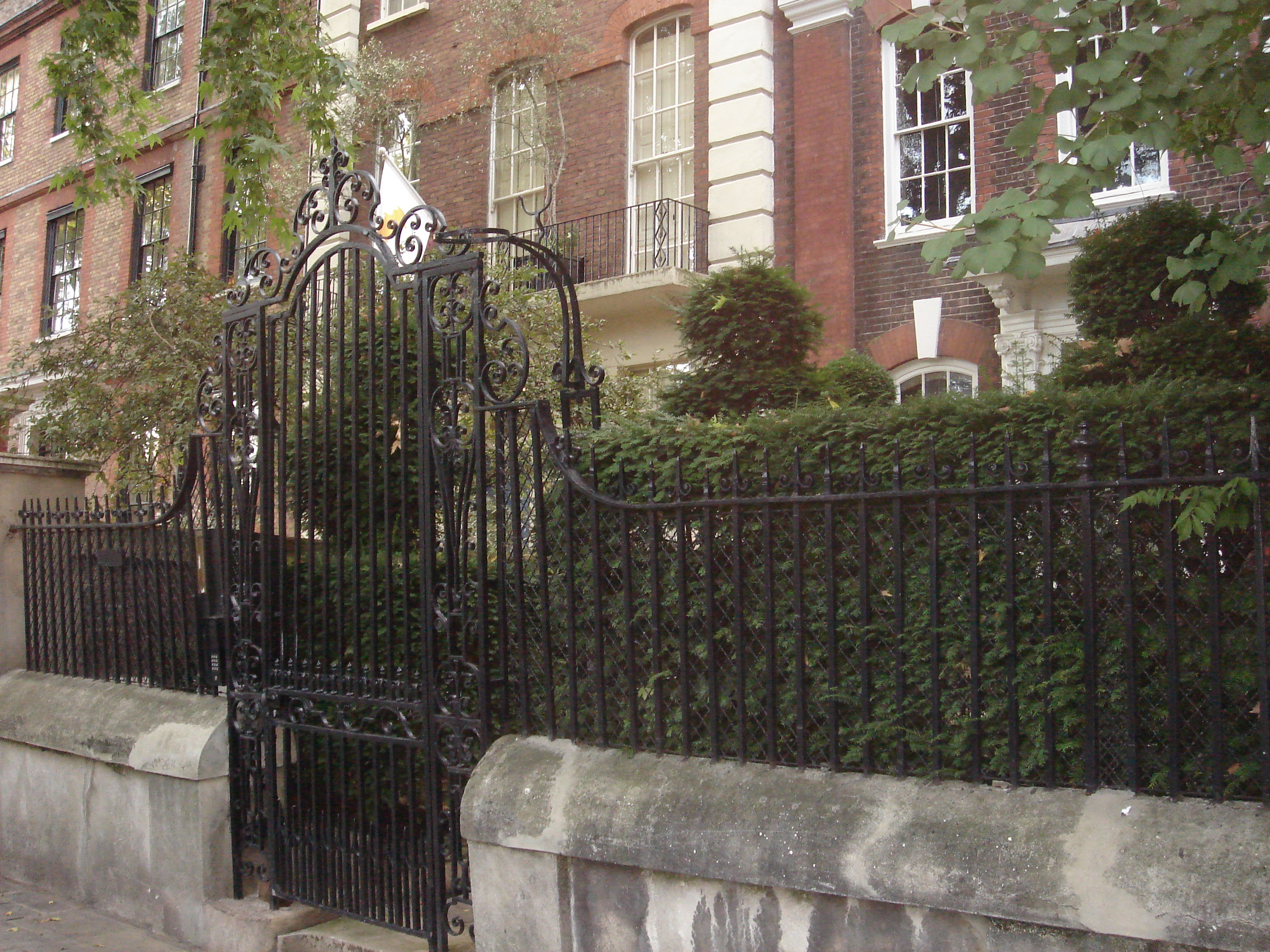
切恩道4号